# カール・ハーゲン
カール・イバール・ハーゲン（ノルウェー語: Carl Ivar Hagen、1944年3月6日 - ）は、ノルウェーの政治家。
1978年から2006年にかけて進歩党の党首を務めた。